# دیه‌گو ولاسکز
دیه‌گو ولاسکز (اسپانیایی: Diego Rodríguez de Silva y Velázquez‎؛‏تلفظ اسپانیایی: [ˈdjeɣo roˈðɾiɣeθ ðe ˈsilβaj βeˈlaθkeθ]؛ ‏ خوانده می‌شود: دیه‌گو رودریگِس دِ سیلبا ئی بلاسْکِس؛ ‏ ۶ ژوئن ۱۵۹۹ - ۶ اوت ۱۶۶۰) نقاش اسپانیایی محبوب دربار فیلیپ چهارم بود. او به خاطر نقاشی‌های پُرتره‌اش از دودمان سلطنتی اسپانیا، دربار واتیکان و اشراف اروپایی، به شهرت فراوانی دست یافت. در قرن نوزدهم آثار وی الگوی هنرمندان واقع‌گرا و امپرسیونیست، به ویژه ادوار مانه، فرانسیسکو گویا، پابلو پیکاسو و سالوادور دالی قرار گرفت.

## زندگی
دیه‌گو در سویل در اسپانیا به دنیا آمد. او فرزند اول خانواده بود. خانواده پدری دیه‌گو پرتغالی بودند و در دهه‌های قبل به اسپانیا نقل مکان کرده بودند. همان‌طور که در منطقه اندلس مرسوم بود دیه‌گو معمولاً از نام‌خانوادگی مادری خود استفاده می‌کرد. وی در یک شرایط اجتماعی و مالی متوسط رشد کرد و از کودکی استعداد و تمایل به نقاشی را بروز داد. تاریخ‌نویسان نقل کرده‌اند که دیه‌گو مدت کوتاهی شاگرد فرانسیسکو هرا بوده و سپس به شاگردی فرانسیسکو پاچکو درآمده است. اما این موضوع کامل مستند نیست. قراردادی وجود دارد که در آن شاگردی ولاسکز برای پاچکو را در سال ۱۶۱۰ به مدت ۶ سال نشان می‌دهد. پاچکو یک نقاش رئالیسم متوسط به حساب می‌آمد که در برخی موارد وی را در دسته نقاشان تکلف‌گرا (منریست) نیز قرار داشته‌است و روایت است که او نخستین زندگی‌نامهٔ ولاسکز را نوشت.
او در آتلیه پاچکو پایه‌ها و مبانی هنر کلاسیک را آموخت و با اصول تناسبات و پرسپکتیو آشنا شد. کم‌کم به ادبیات هم علاقه‌مند شد و به دوره‌های هنرمندان و فرهیختگان راه پیدا کرد. در ۲۳ آوریل ۱۶۱۸ با دختر استاد خود ازدواج کرد. با خلق پرتره‌های زیبا توجهات زیادی را به خودش جلب کرد و در شهر سویل مشهور شد. در ۱۶۲۲ به مادرید سفر کرد وی در این سفر توصیه‌نامه یکی از حکام مهم منطقه را به همراه داشت و حق به تصویر کشیدن پادشاه اسپانیا را نداشت. اما در مادرید دست به خلق پرتره لوئیس د گونگورا (Luis de Góngora) شاعر مشهور باروک اسپانیایی زد. در سال ۱۶۲۲ نقاش معروف و محبوب پادشاه در گذشت و دیه‌گو توسط یکی از وزرای پادشاه به دربار احضار شد و در نهایت در ۳۰ اوت ۱۶۲۳ پادشاه اسپانیا توسط دیه‌گو ولاسکز به تصویر کشیده شد.
موقعیت ولاسکز در دربار به او امکان دسترسی به آن دسته از مجموعه‌های سلطنتی را می‌داد که پر از نقاشی‌های استاد ونیزی رنسانسی، «تیسین» بود. او بیش از هر هنرمند دیگری روی توسعه سبک وی اثر گذاشت.
بازدید او از نقاشی‌های معروف صومعه سلطنتی نزدیک مادرید، تمایل وی برای سفر به ایتالیا را بیشتر کرد و با اجازه مرخصی و حقوق دو سالش از پادشاه و همچنین به همراه توصیه نامه‌هایی که داشت، به این سفر رفت. در نامه‌های سفیران ایتالیایی در مادرید، از او به عنوان نقاش پرتره‌کش جوان یاد شده که محبوب پادشاه و وزیرش «اولیوارس» بود. این بازدید در حقیقت تأثیر مهمی روی تحولات هنری ولاسکز جوان داشت. او در ونیز توقف کرد و از آثار «تینتورتو»، استاد اواخر قرن شانزدهم طراحی کرد و سپس به رم رفت. گفته می‌شود در کاخ واتیکان به او اتاق‌هایی داده شد. او اجازه بازگشت به واتیکان و طراحی از «آخرین قضاوت» میکل آنژ را گرفت و همچنین نقاشی‌های رافائل را نیز مطالعه کرد. پس از این، مقصدش ویلای مدیچی بود که البته به خاطر بیماری و تب شدید مجبور به نقل مکان به جایی نزدیک سفیر اسپانیا شد. بعد از یک سال اقامت در رم او دوباره در سال ۱۶۳۱ به کشورش بازگشت.
بعد از بازگشت او از ایتالیا، ولاسکز وارد پرکارترین دوره زندگی کاری‌اش شد. او دوباره موقعیت خود به عنوان نقاش پرتره‌ساز را به‌دست گرفت و گاه برای تزئین آپارتمان‌های سلطنتی نقاشی‌هایی با موضوعات اساطیری می‌کشید. از این دوره به بعد آثار مذهبی در میان نقاشی‌های ولاسکز نادر می‌شوند.
در آغاز، ولاسکز دوباره اسپانیا را به مقصد ایتالیا ترک کرد. این بار او با کالسکه‌ای پر از نقاشی به این کشور می‌رفت که هدایای فیلیپ چهارم برای «پاپ اینوسنت دهم» بودند. هدف اصلی این سفر خرید نقاشی و عتیقه برای پادشاه بود تا آپارتمان‌های جدید خود را در کاخ سلطنتی با آن‌ها تزئین کند. همچنین او وظیفه داشت نقاشان دیواری توانمندی را برای تزئین سقف‌ها و آموزش این هنر به اسپانیایی‌ها پیدا کند. این بار هم با الهامات تازه‌ای روبه‌رو شد. او در طی سفرش با مجسمه‌ساز شهیر این کشور، جیان لورنزو برنینی آشنا شد.
ولاسکز در تابستان سال ۱۶۵۱ به مادرید بازگشت و خریدهای خود را به پادشاه پیشکش کرد. در طی این غیبت، فیلیپ دوباره ازدواج کرده بود و ملکه جوان اتریشی و فرزندانش موضوع جدیدی برای پرتره‌سازی بودند. او برای این پرتره‌ها از ملکه و بزرگ‌ترین دختر پادشاه و فرمول‌های ترکیب‌بندی معمول استفاده و نسخه‌های استودیویی متعددی از آن‌ها تهیه کرد. بانوان دربار با مدل لباس‌ها و آرایش سنگین موهایشان مانند پیکرهای عروسکی به نظر می‌رسند. جلوه فرم، بافت و تزئینات در سبک متأخر دیه‌گو به حالتی بی‌آلایش و بدون جزئیات رسیده‌اند و تکنیکی آزاد دارند.
ولاسکز جدای از پرتره‌های رسمی بی‌شمارش، در طی آخرین سال‌های عمرش، دو عدد از بهترین ترکیب‌بندی‌های فیگوراتیو و بزرگ‌ترین شاهکارهایش را کشید. «قصه آراکنه» صحنه‌ای از زندگی روزمره را در یک کارگاه فرش‌بافی به‌تصویر می‌کشد. این اثر به‌طور همزمان تصویری از داستان اساطیری یونان که بین آتنا و آراکنه اتفاق افتاد را نیز به نمایش می‌گذارد. در این اثر سدی میان دنیای اساطیری و واقعیت وجود ندارد. این دو مضمون در یک ترکیب‌بندی هوشمندانه به یگانگی رسیده‌اند.
آخرین فعالیت او همراهی با پادشاه و دربار تا مرز فرانسه در بهار سال ۱۶۶۰ بود. در این سفر او باید دکوراسیون پاویلیون اسپانیایی برای ازدواج ماریا ترزا و لویی چهاردهم را ترتیب می‌داد. کمی بعد از بازگشت او به مادرید، مریضی گریبانش را گرفت و نهایتاً در اوت همان سال درگذشت. ولاسکز در آن زمان شاگردان و پیروان اندکی داشت. شهرت او در اروپا از اوایل قرن نوزدهم آغاز شد. بسیاری از نقاشی‌های سویلی اولیه‌اش توسط مجموعه‌داران انگلیسی خریداری شده بود. بسیاری از آثار متاخر او امروزه در موزه پرادو نگهداری می‌شود.
بعد از به‌تخت‌نشستن «فیلیپ چهارم»، «ولاسکز» برای اولین‌بار به مادرید رفت تا بتواند یک حامیِ سلطنتی پیدا کند. او پرتره‌ای از شاعر مشهور باروک اسپانیایی «لوئیس دِ گونگورا» کشید، ولی موقعیتی برای نقاشی از پرترهِ شاه یا ملکه به دست نیاورد. سال بعد ولاسکز توسط نخست‌وزیر به مادرید دعوت شد. نخست‌وزیر، طرفدار نقاشی‌های «ولاسکز» بود و بعدها به حامی‌اش تبدیل گشت. کمی بعد از ورود به شهر، او توانست پرترهٔ پادشاه را بکشد و با موفقیت چشمگیری روبه‌رو شود. ولاسکز را به سِمَت نقاش دربار منتصب کردند و این قرار گذاشته‌شد که هیچ‌کس دیگر حق کشیدن پرترهٔ شاه را نداشته‌باشد. اگرچه او در این دوره به نقاشی از موضوعات دیگر نیز می‌پرداخت، اما بیشتر زمان خود را صرف پرتره‌نگاری از اعضای دربار و اطراف‌شان می‌کرد. موقعیت ولاسکز در دربار به او امکان دسترسی به آن دسته از مجموعه‌های سلطنتی را می‌داد که پُر از نقاشی‌های استاد ونیزیِ رنسانسی، تیسین بود. او بیش از هر هنرمند دیگری روی توسعهٔ سبک ولاسکز اثر گذاشت. پرترهٔ تمام‌قد «شاه فیلیپ چهارم» و برادرش که به سبک پرتره‌های سنتیِ دربار اسپانیا کار شدند، کاملاً متأثر از تیسین هستند.

#### اواخر زندگی
آخرین فعالیت ولاسکز همراهیِ پادشاه و دربار تا مرز فرانسه در بهار سال ۱۶۶۰م بود. در این سفر او باید دکوراسیون پاویلیون اسپانیایی برای ازدواج ماریا ترزا و لوئی چهاردهم را ترتیب می‌داد. کمی بعد از بازگشت او به مادرید، مریضی گریبانش را گرفت و نهایتاً در ۶ اوت ۱۶۶۰م درگذشت. ولاسکز در آن زمان شاگردان و پیروان اندکی داشت. شهرت او در اروپا از اوایل قرن ۱۹ میلادی آغاز شد. بسیاری از نقاشی‌های اولیه‌اش توسط مجموعه‌داران انگلیسی خریداری شده‌بود. همچنین بیشتر کارهای درباریِ متأخر او در موزهٔ پرادو در مادرید نگهداری می‌شوند.

## نگارخانه

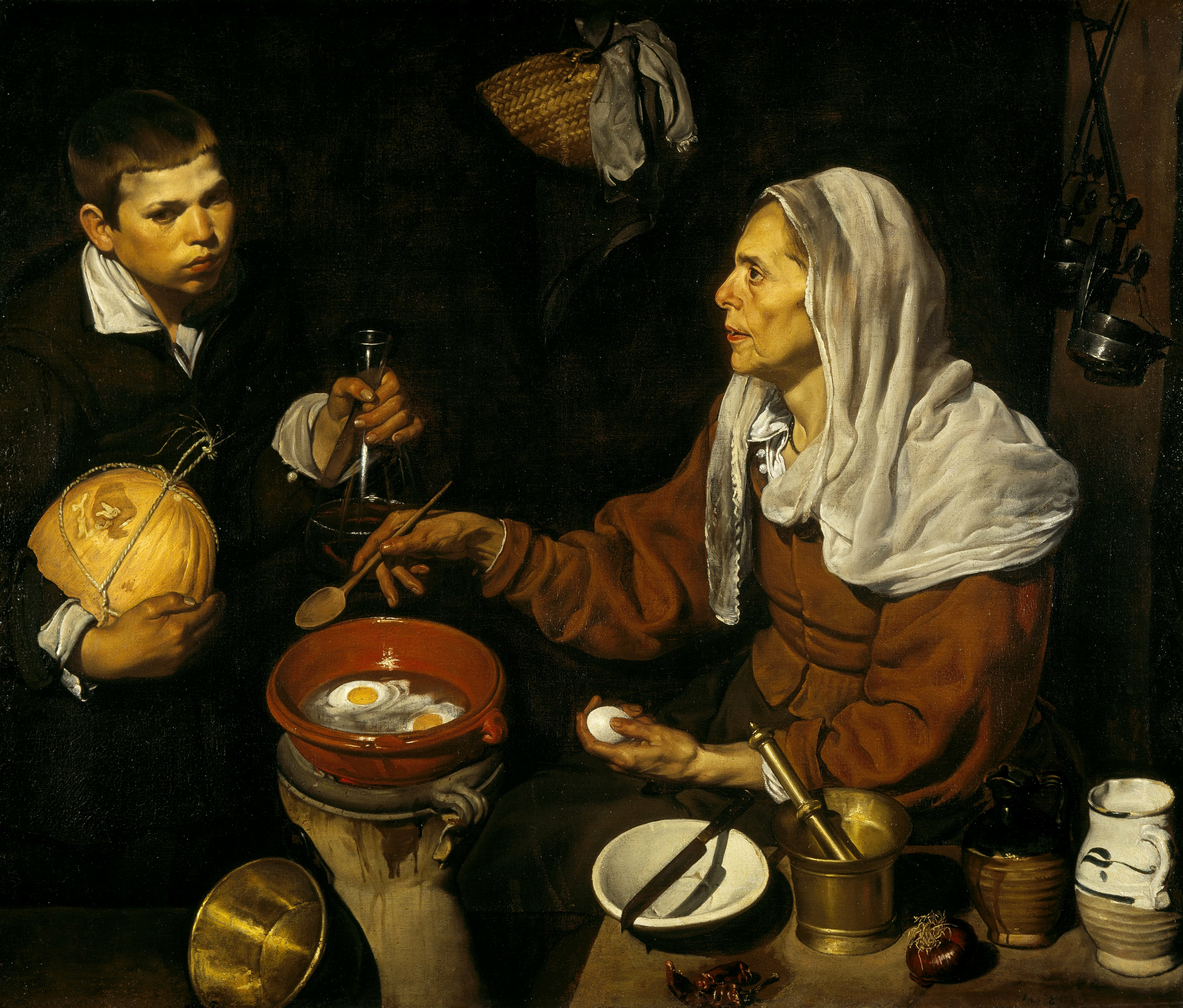
پیرزن در حال آماده کردن تخم‌مرغ تنگاب‌پز حدود ۱۶۱۸ م. نگارخانه ملی اسکاتلند
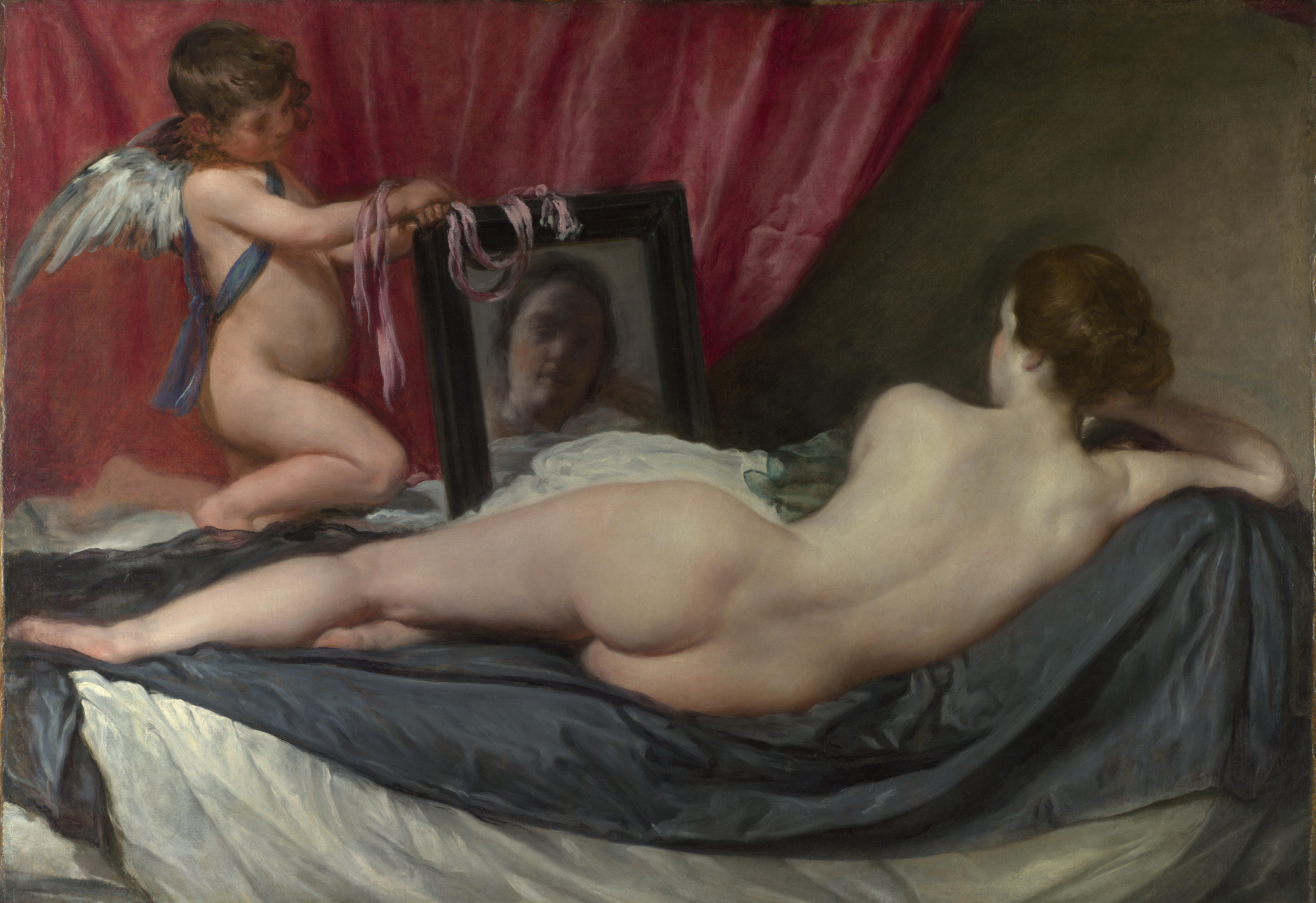
آینهٔ ونوس ۱۶۴۴ م. نگارخانه ملی لندن
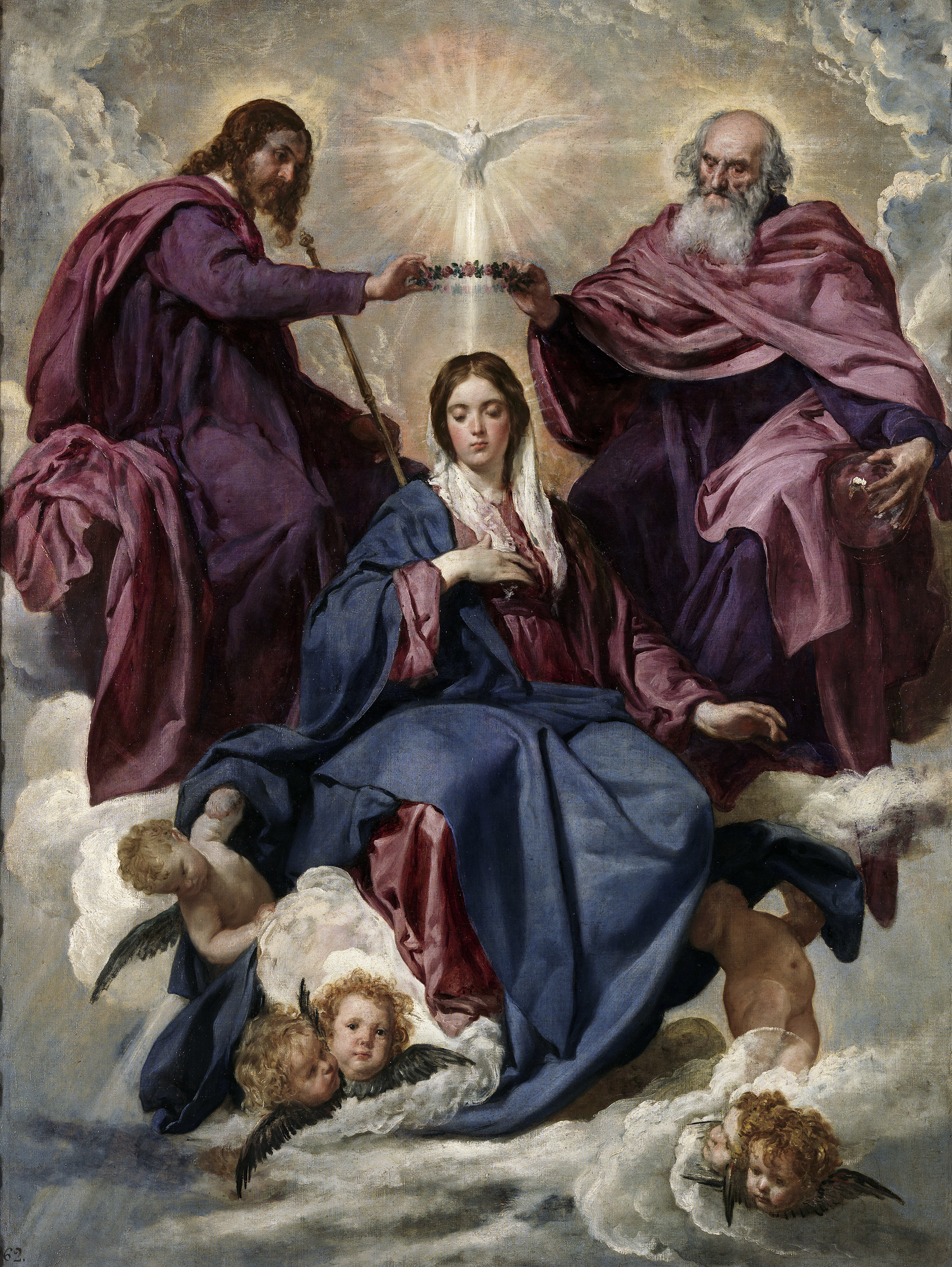
تاج‌گذاری باکره حدوداً بین ۱۶۳۵ و ۱۶۳۶ م. موزه دل پرادو
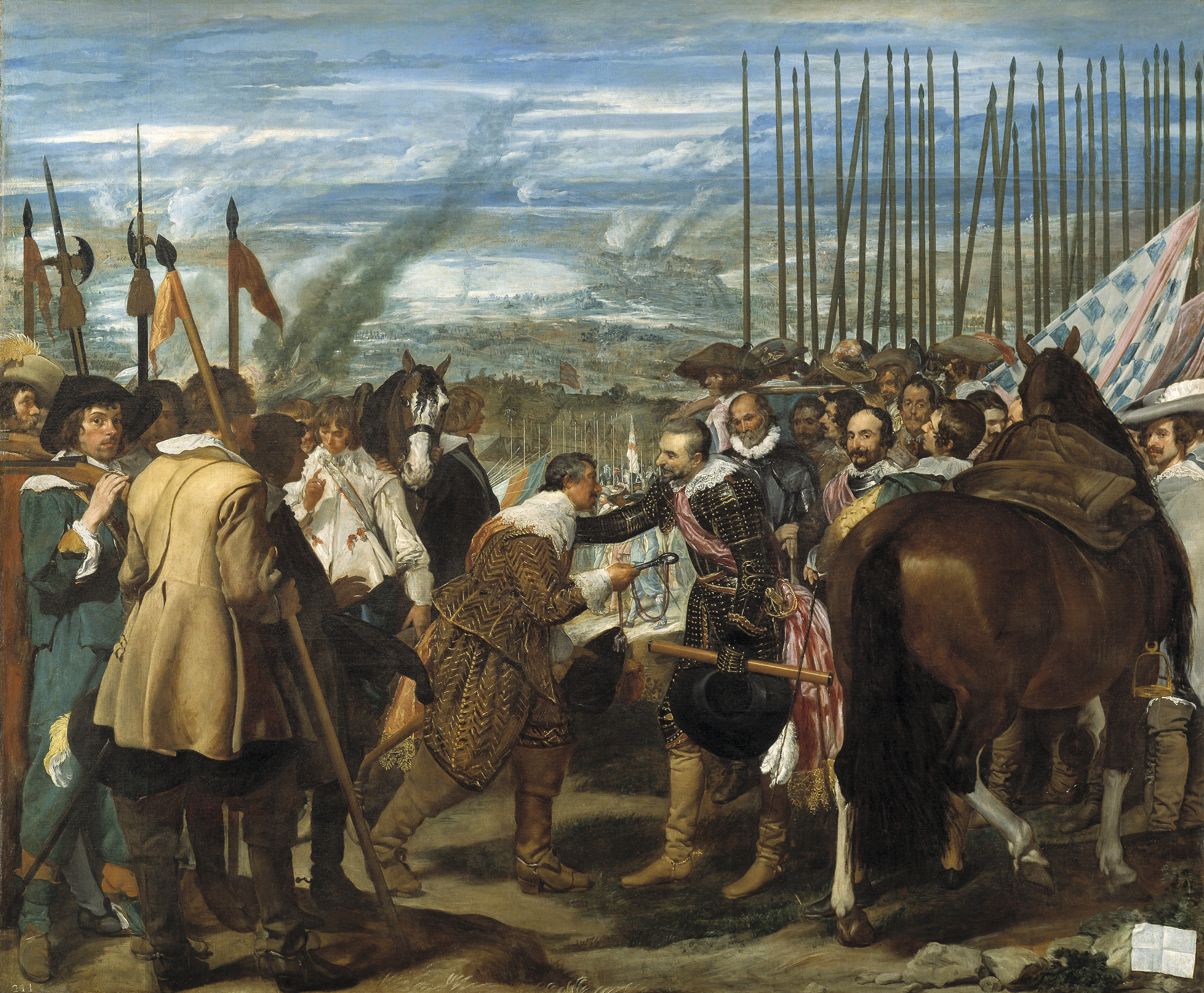
تسلیم بِردا ۱۶۳۴-۱۶۳۵ م. موزه دل پرادو
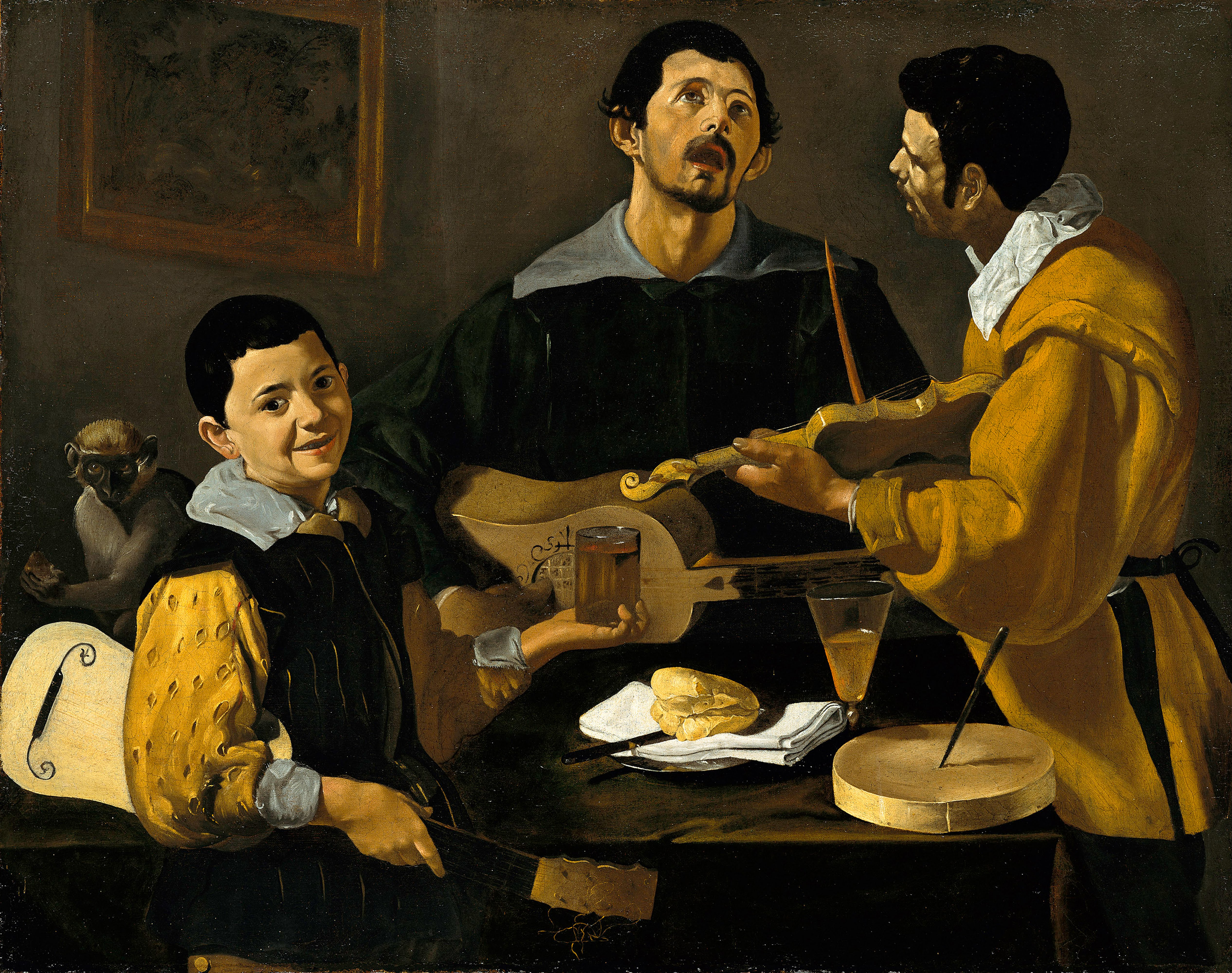
سه نوازنده حوالی ۱۶۱۸ م. گمالده‌گالری
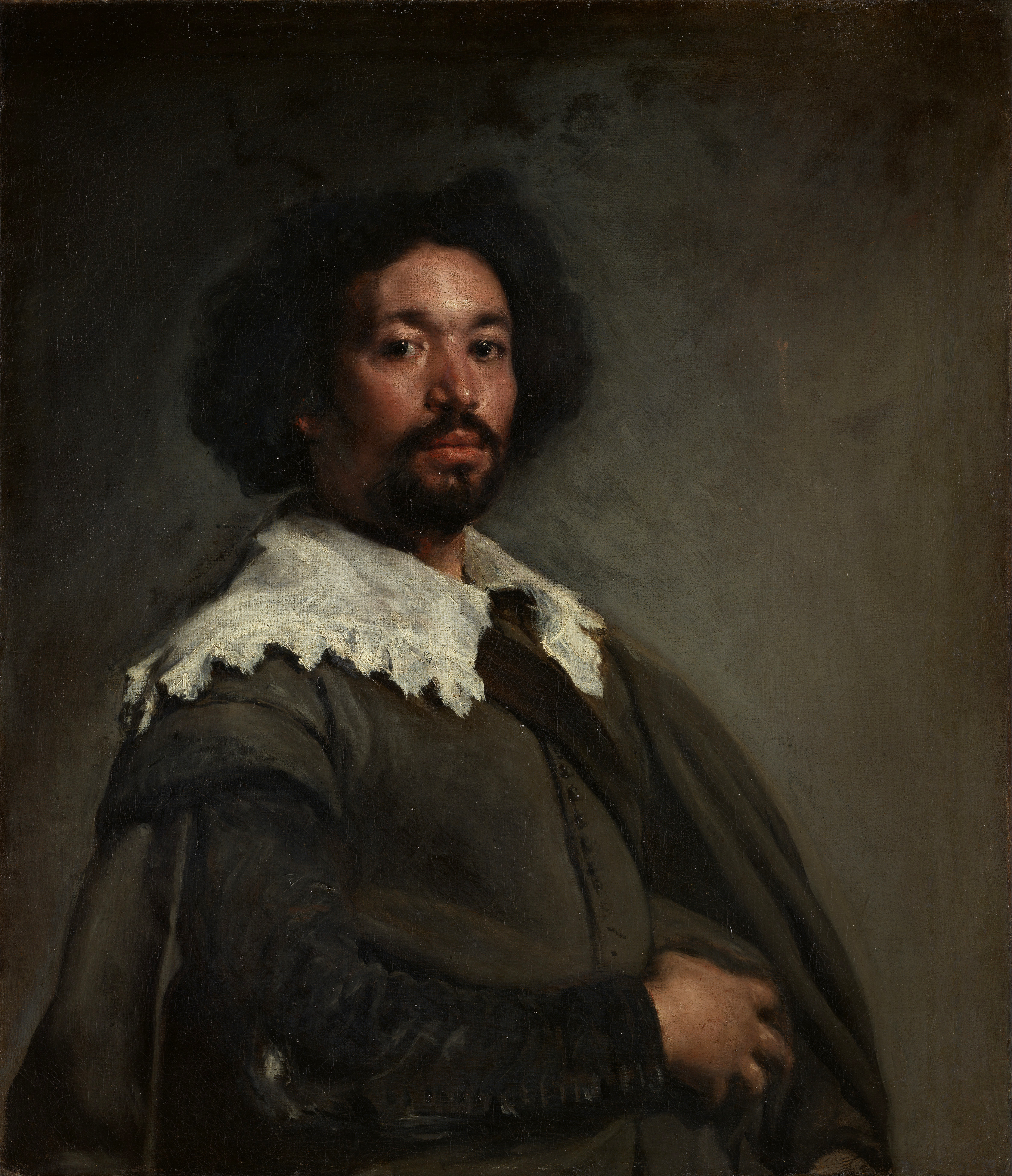
پُرترهٔ خوان دِ پارخا ۱۶۵۰ م. موزه متروپولیتن
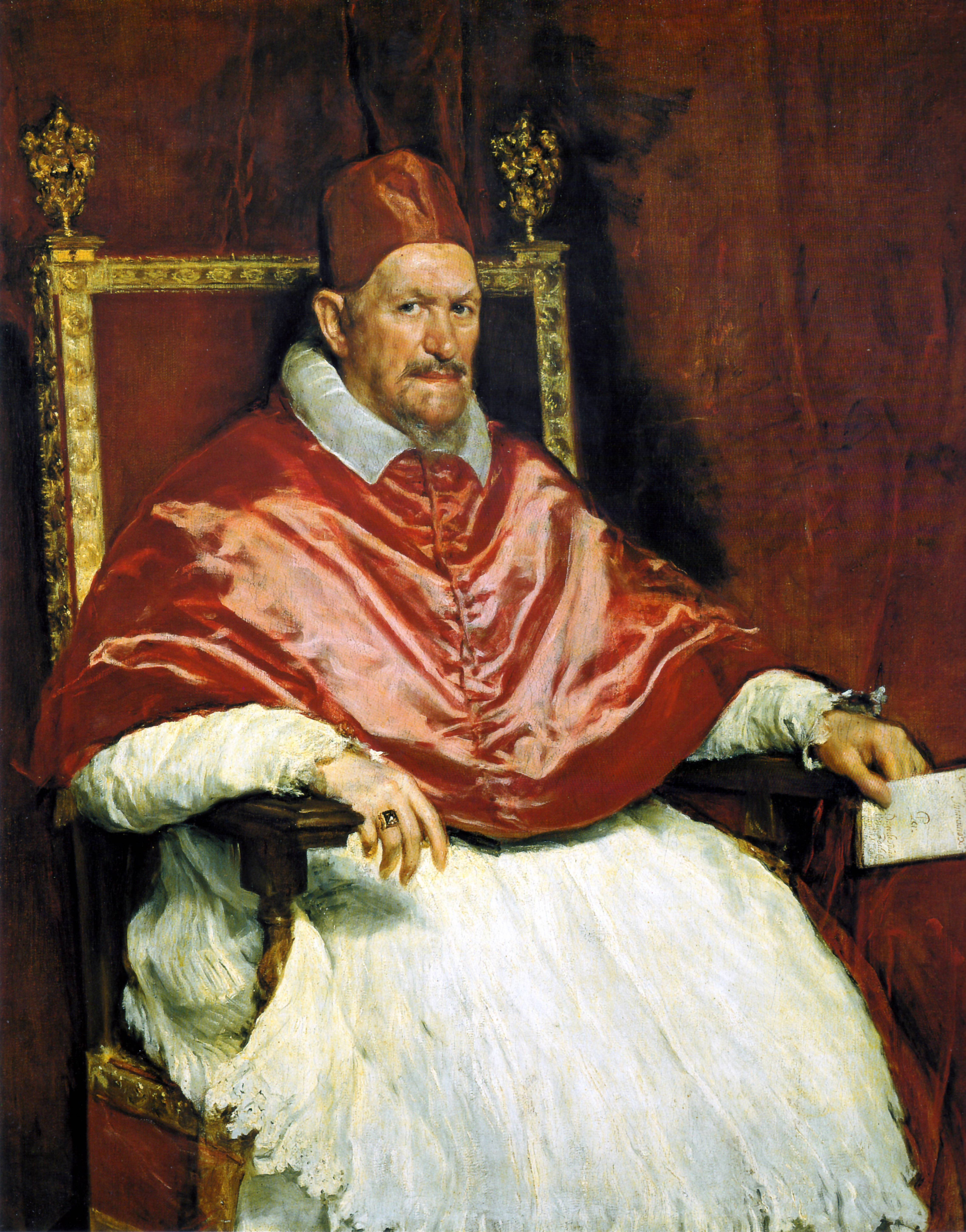
پُرترهٔ پاپ اینوسنت دهم ۱۶۵۰ م. نگارخانه دوریا پمفلیچ
ندیمه‌ها بین ۱۶۵۶ و ۱۶۵۷ م. موزه دل پرادو
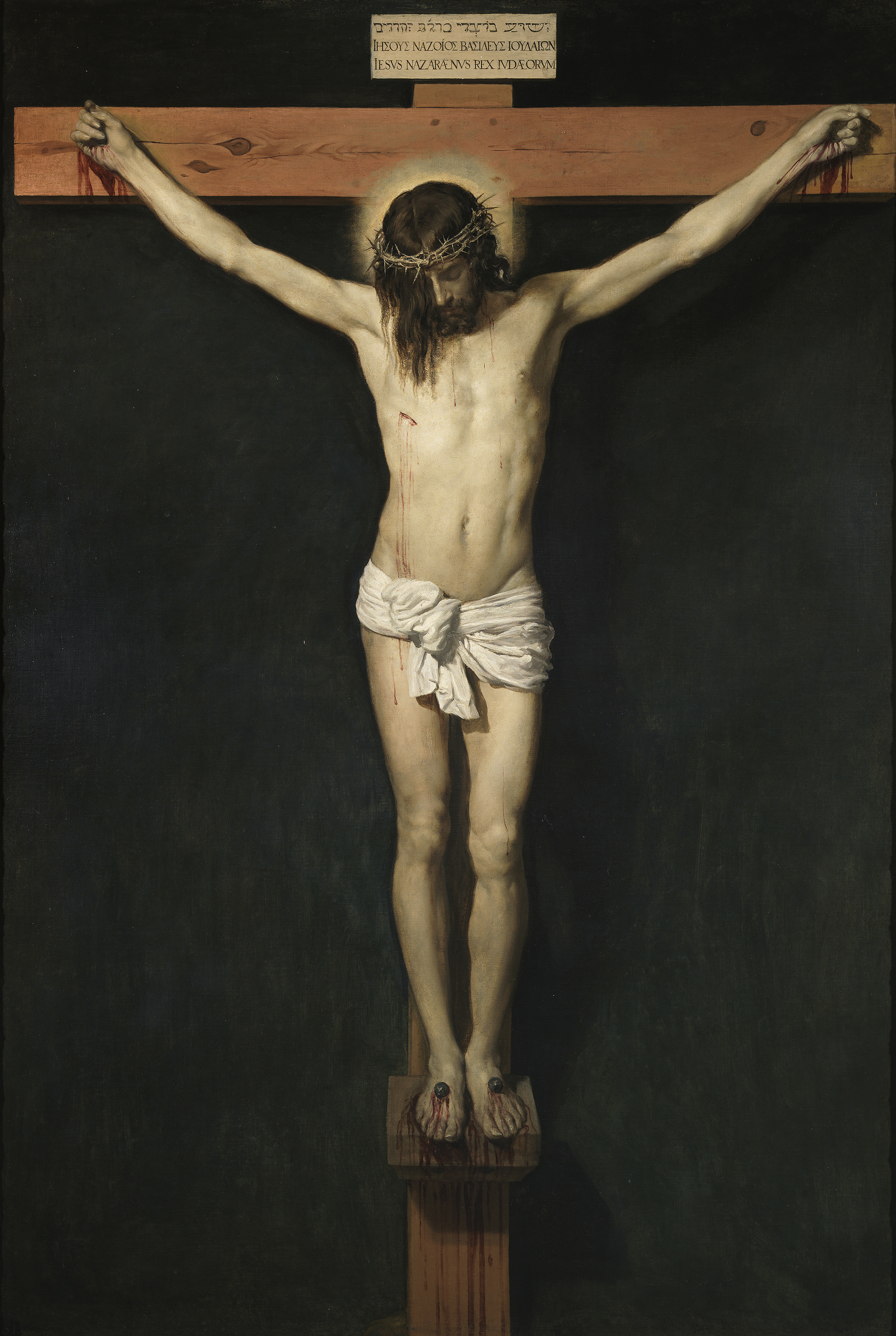
مسیح مصلوب حوالی ۱۶۳۲ م. موزه دل پرادو
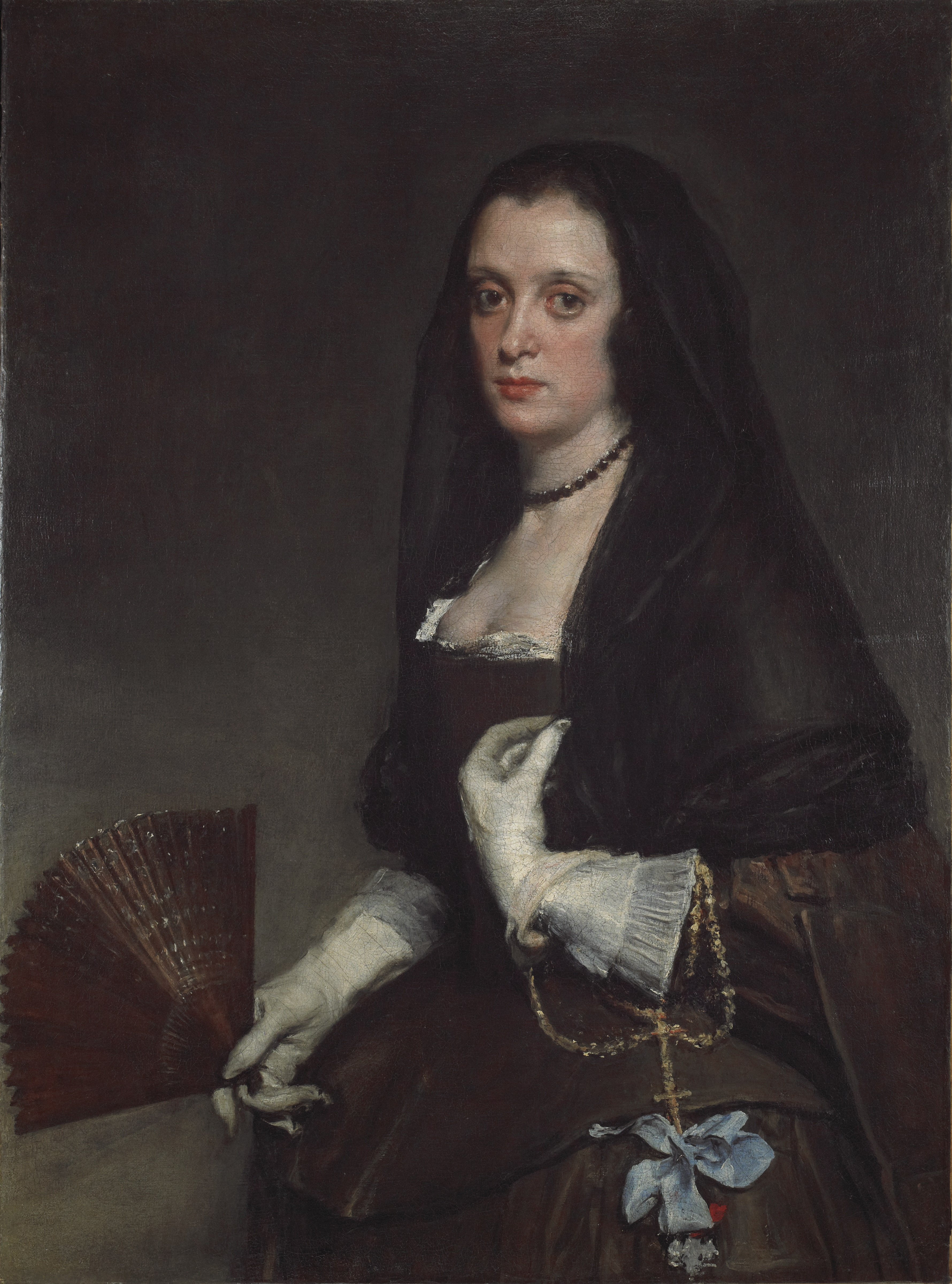
La dama del abanico
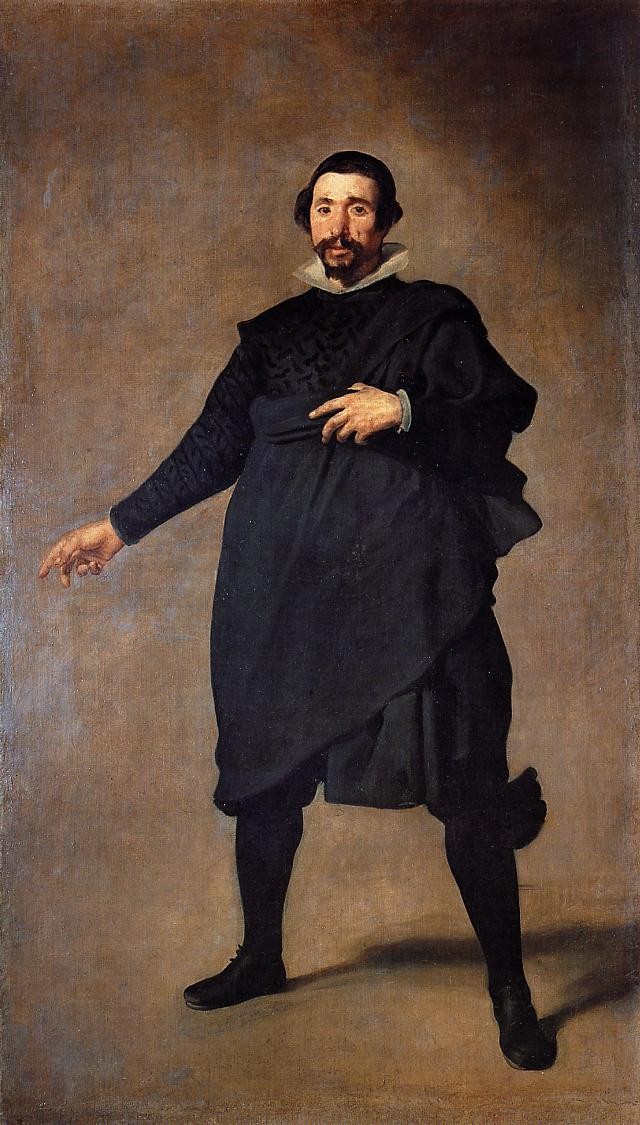
Pablo de Valladolid
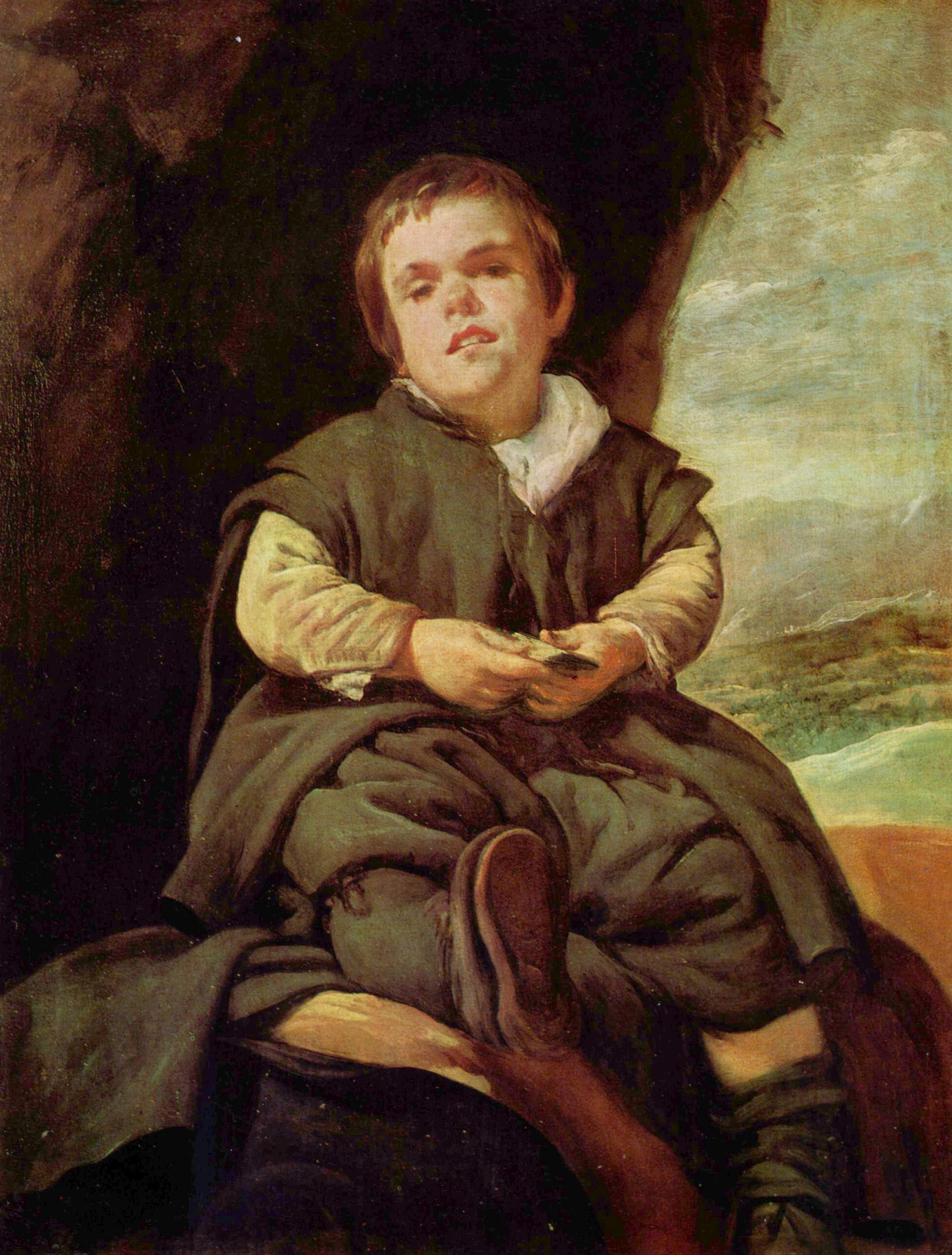
Francisco Lezcano, el Niño de Vallecas
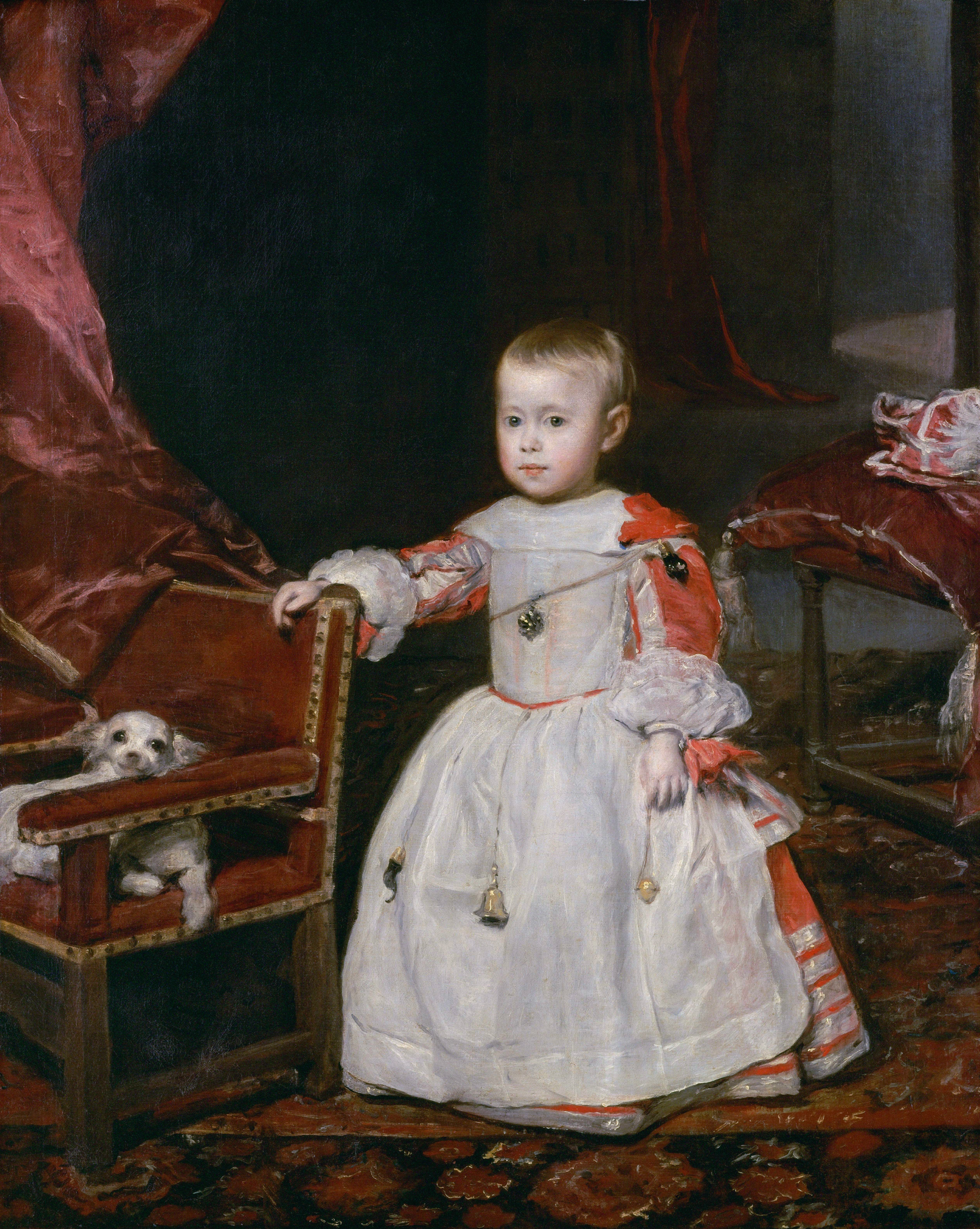
El príncipe Felipe Próspero
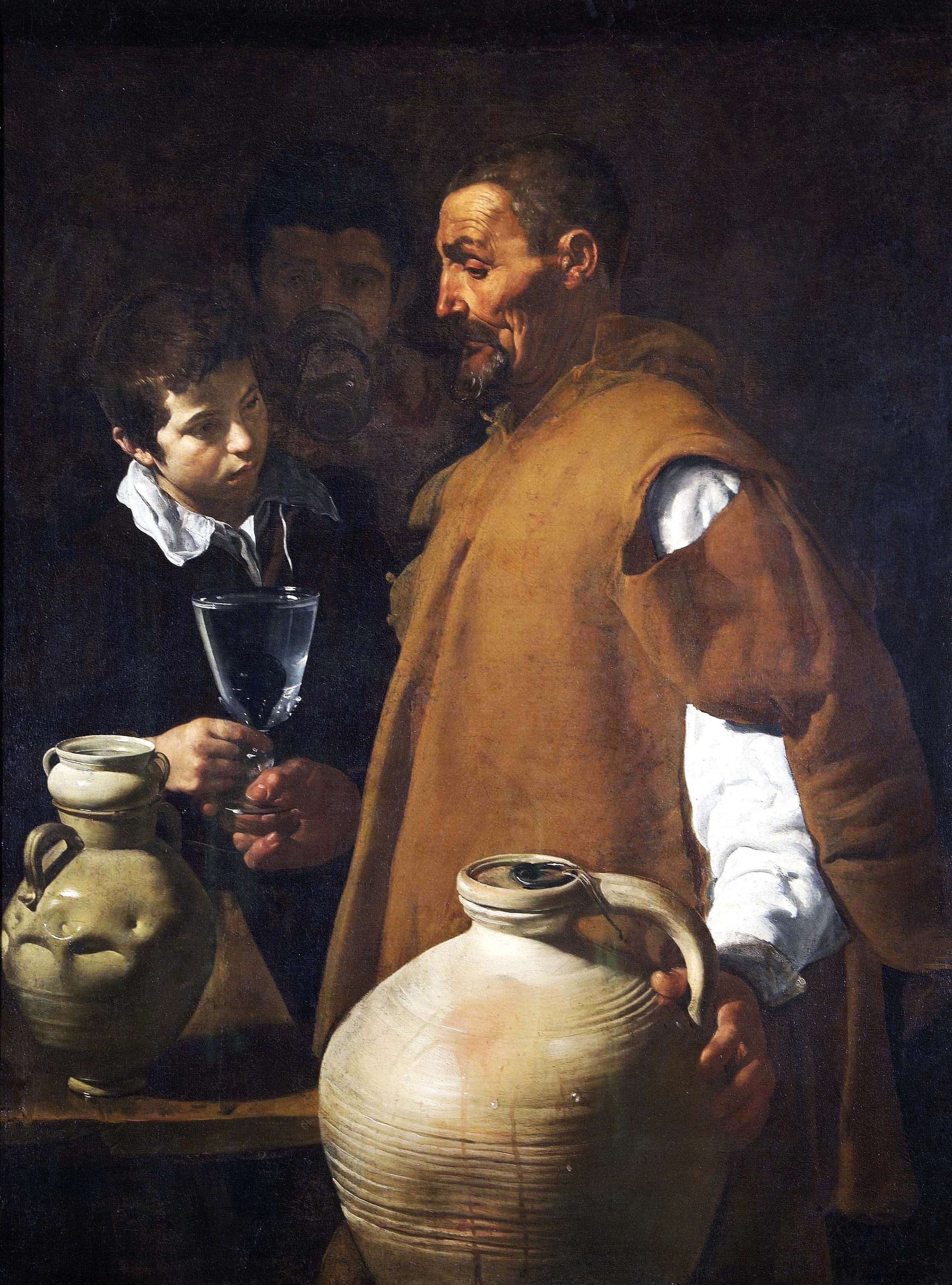
El aguador de Sevilla
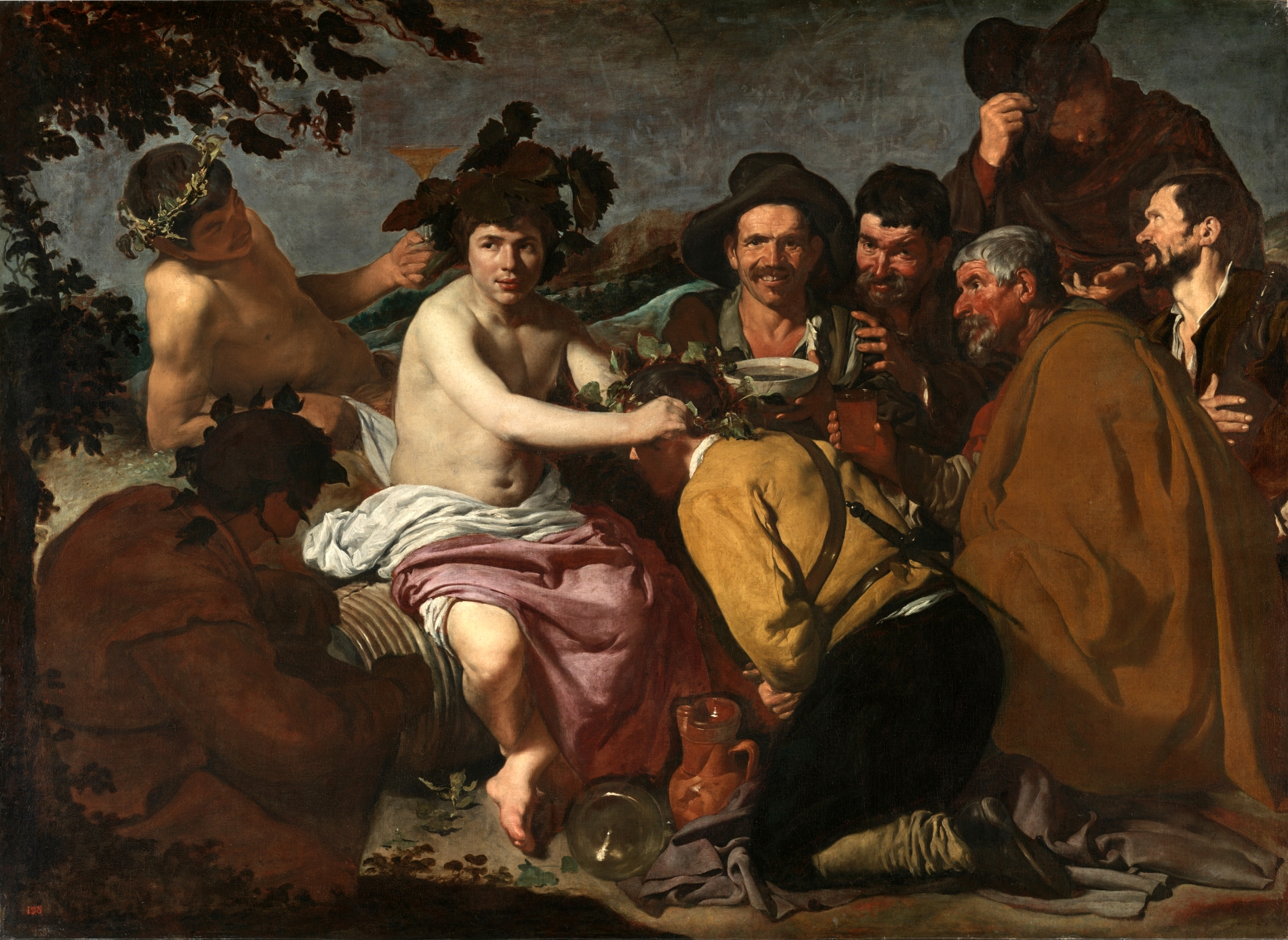
پیروزی باکوس
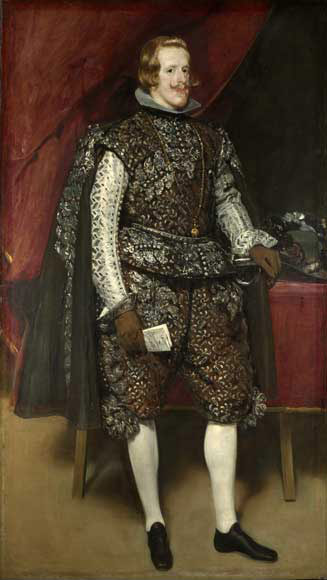
پرترهٔ فیلیپ چهارم ۱۶۳۲ م. نگارخانه ملی لندن
ندیمه ها